# 東日本大震災に対する個人・その他各種団体の支援活動
東日本大震災に対する個人・その他各種団体の支援活動（ひがしにほんだいしんさいにたいするこじん・そのたかくしゅだんたいのしえんかつどう）では、東日本大震災に対する個人、またはその他の各種団体による支援活動について記述する。

## 著名人の支援活動
そのほとんどが東日本大震災直後のものであったが、中には数年後に実施した支援活動もある。

### 芸能人および芸能界関係者
所属事務所とは関係なく個人で行なったもの。
- EXILEが義援金と飲料水5万本を被災地へ寄贈[1]。また、ミサンガを製作・販売し、収益をあしなが育英会に寄付すると発表した[2]。
- GLAYが朝日新聞厚生文化事業団を通じて2,000万円を寄付した[3]。
- DREAMS COME TRUEが緊急支援NGO 2団体へそれぞれ500万円ずつ、計1,000万円を寄付した[4]。
- 浜崎あゆみが日本赤十字社を通じて3,000万円、公益社団法人を通じて500万円を寄付した[5]。また、雑誌『ViVi』とコラボし、「HOPE」の文字が書かれたチャリティーTシャツを発売。売り上げはすべて義援金として、被災者に寄付する[6]。
- 安室奈美恵が義援金5,000万円を日本赤十字社に寄付した[7]。
- ビートたけしと所ジョージが東京スポーツを通じて、2者合わせて1,000万円を寄付[8]。
- テレビアナウンサーの久米宏が朝日新聞社と朝日新聞厚生事業団が実施している「東日本大震災救済募金」に2億円寄付した[9]。
- 戦場カメラマン・渡部陽一は「少しでも役に立ちたい。」と、当初予定していたイベントの代わりに、東日本大震災被災者への募金活動を行った。募金活動には、賛同した山本梓、テツandトモも参加した[10]。
- 神田うのが自身のブログを通じて、1,000万円を寄付[11]。
- サンドラ・ブロック[12]とグウェン・ステファニー[13]がそれぞれ100万ドルを寄付した。
- 宇多田ヒカルが日本赤十字社を通じて、8,000万円の寄付と400ccの献血を行った[14]。
- 梨花が日本赤十字社を通じて、1,000万円を寄付[15]。
- Coccoは、東日本大震災救援企画としてDVD『Cocco Inspired movies』のリリースを発表した。6月8日にリリース予定。売上は義捐金として寄付されるという[16]。
- 江頭2:50は、2トントラックを自身で運転し、福島県いわき市の避難所に援助物資を届けた。私的な活動で本人も公にするつもりはなかったが[注釈 1]、現地の被災者が目撃情報をネットに投稿したことから、この慈善活動が明らかになったという。消費者金融のアコムで資金を借り入れ、会員制販売店コストコの幹部に直談判して物資を販売してもらい、レンタカーでやっと借りた2トントラックで届けたとの事[17]。
- KAT-TUNの田中聖は、自分の車を運転し、宮城県多賀城市に援助物資を届けた。所属するジャニーズ事務所によると、かつて出演した『24時間テレビ 「愛は地球を救う」』を通じて出会った少年との交流が基であり、私的な活動であるという[18]。
- はるな愛は被災した福島県に援助物資を届け、炊き出しを行い被災者を激励した[19]。
- いわき市在住のケーシー高峰は自宅近くの公民館に避難してきた人に向けて炊き出しを行なった[20]。
- 藤岡弘、が被災地へ1トンの米を寄付[21]。
- 小林幸子が無洗米10トンとまんじゅう1万2千個を福島県相馬市内6カ所の避難所に寄付[22]。
- 浜田省吾は4月25日に神戸ワールド記念ホールで復興支援チャリティー・コンサートを開催。5131人を動員し、売上から経費を差し引いた収益として2124万4279円を、自身の設立した基金「J.S.Foundation」に寄付。この基金を通じて被災地の復興支援に役立てられる[23]。また、その他のコンサート会場でも募金活動を行っているほか、来場者から要らなくなった絵本を集め、移動図書館として被災地の子供達に届ける活動も行っている。
- レディー・ガガが『日本のために祈りを We pray for JAPAN』の文字とモンスタークローが赤で印刷された白のリストバンドを、1個当たり最低5ドル＋5ドル刻み任意追加、最高100ドル加算のドネーションで全世界に向け販売[24]。「モンスター（＝ファン）たちよ、日本の友のために力を貸して！」と呼びかけたところ、150万ドル（単純計算で30万個分相当　およそ1億2000万円）が集まったという。また自身からも同額を上乗せし、収益は日本赤十字社に送られた[25]。
- KARAが、シングル「ジェットコースターラブ」の収益金を全額、東日本大震災の被災者のために寄付[26]。これとは別にメンバーのク・ハラが個人で東日本大震災の被災者を支援するために、1億ウォン（約730万円）を寄付[27]。
- ペ・ヨンジュンが「日本の大地震被害者の力になるために」と日本の内閣府傘下の政府基金に10億ウォン（約7,300万円）を寄付した[28]。
- 台湾のタレントで女優の徐熙媛（バービィー・スー）は、自身の結婚式のご祝儀全額と、自身の懐から3750万円を寄付した[29]。
- 元オアシスのリアム・ギャラガー率いるロックバンド、ビーディ・アイは4月3日にロンドンのブリクストン・アカデミーでチャリティーイベント「ジャパン・ディザスター・ベネフィット」を開催。このコンサートの収益金約2200万円を全額日本赤十字社に寄付している。また、チャリティーシングルとしてビートルズのカバー曲「アクロス・ザ・ユニヴァース」を配信限定で発売し、この売上金も全て寄付している。
- 氷室京介は、6月に開催した東日本大震災復興支援ライブで集めた総額約6億6900万円を、被災地の福島県、宮城県、岩手県に寄付した[30]。また、このチャリティーライブのDVD販売による収益金など約2億1200万円を岩手県「いわての学び希望基金」、宮城県「東日本大震災みやぎこども育英基金」、福島県「東日本大震災ふくしまこども寄付金」および「特定非営利活動法人ジャパンハート」に新たに寄付した。この寄付総額は総額約8億8000万円にのぼる[31]。
- チャン・グンソクは、3月14日に日本赤十字社を通じて1千万円を寄付、ならびに陸上自衛隊を通して応援メッセージ「がんばれ、日本」が入っている毛布5千枚を送った[32]。 4月11日には同じく日本赤十字社を通じてチャリティグッズ（リストバンドとオリジナルメッセージカード）の販売収益金10,126,004円を寄付[33]。また、同年アリーナ公演中に募金箱を設け、集められた12,568,774円は、あしなが育英会を通じて東日本大震災で両親を失った子供たちのために寄付された[34]。

### スポーツ選手とスポーツ界関係者
- バイアスロン世界選手権で男子30kmリレーで優勝したノルウェーの4選手が、優勝賞金1万ユーロ全額を被災者に寄付すると発表された[35]。
- 阪神タイガースの金本知憲と城島健司がそれぞれ1,000万円寄付すると発表した[36]。
- イチローが所属するマネジメント会社を通じて日本赤十字社に1億円を寄付した[37]。
- 自転車ロードレース選手の宮澤崇史がミラノ〜サンレモの参加選手にチャリティーオークションを提案し、売上金を被災者に寄付すると発表。賛同者の中にはファビアン・カンチェラーラ、フィリップ・ジルベール、トル・フースホフト、イヴァン・バッソなどの有名選手も参加[38]。
- 熊川哲也が日本赤十字社を通じて、1,000万円を寄付[39]。
- ダルビッシュ有が日本赤十字社を通じて、5,000万円を寄付[40]。
- 松井秀喜が日本赤十字社石川県支部を通じて、5,000万円を寄付[41]。
- 松坂大輔がレッドソックス基金を通じて、100万ドルを寄付[42]。
- アレックス・ラミレスは東京バプテスト教会を通じて100万ドル寄付と、知人の医師を通じ、医薬品や医療品を送った。また、自らデザインしたチャリティTシャツを販売し、売上を寄付することを決めた[43]。
- 永田裕志個人から50万円が贈られた。「NEW JAPAN CUP」優勝賞金の500万円を会社とも協議した上で全額返還。賞金は今後のチャリティー興行などのイベントの経費に宛てられる[44]。
- 石川遼は2011年度の獲得賞金を全額寄付、併せてバーディー1回につき10万円を義援金として上乗せし、総額2億円を目指すと発表[45]。
- 金妍児（キム・ヨナ）は2011年世界フィギュアスケート選手権の獲得賞金約220万円を寄付した[46]。
- 申智愛（女子プロゴルファー）は2011年4月に開催されたサイバーエージェントレディースで獲得した賞金616万円を全額、日本女子プロゴルフ協会を通じて寄付した[47]。
- 震災当時イタリアに遠征していた中央競馬の騎手である松田大作は1300ユーロを寄付した[48]。
- 本田圭佑は震災の発生から間もない3月の間に、義援金として、5000万円を日本赤十字を通じ寄付していた。本人は公表していないが、関係者の話から個人で寄付していた[49]。
- 長谷部誠は2011年3月、自著「心を整える」の印税全額を東日本大震災復興の支援のためユニセフに寄付した。著書は同年9月に130万部を超える売り上げを記録。その総額は2億円に達している[50]。
- アレッサンドロ・デルピエロは9月13日、東日本大震災の復興支援ために取り組んだオリジナルＴシャツ販売の収益など約30万4000ドル（約2340万円）を日本赤十字社に寄付すると発表した[51]。
- 震災から4年以上を経た2015年、ボートレーサーの守田俊介はボートレースダービーの優勝賞金3500万円を日本財団の東日本大震災支援基金に全額寄付した[52][53][54]。

### 実業家
- ユニクロを運営するファーストリテイリングの柳井正代表取締役会長兼社長が個人で10億円寄付すると発表した[55]。
- 孫正義が義援金として個人で100億円、また2011年以降の役員報酬全額の寄付を発表[56]。実際には100億円のうち40億円で財団を立ち上げ、残り60億円を日本赤十字社と中央共同募金会、被災県の災害対策本部、日本ユニセフ協会に按分して寄付するという[57]。
- 台湾のエバーグリーングループ総裁の張栄発氏が震災直後に個人名義で10億円を寄付した[58]。

### 漫画家
- 漫画家の春輝が「マンキツ」3巻、「寄性獣医・鈴音」4巻、「センセ。」4巻単行本の初版分で著者印税全額を赤十字に寄付[59]。
- 漫画家の福本伸行が3000万円を講談社の東日本大震災救援募金口座に預託。
- 漫画家、作家、イラストレーター、タレントによる東日本大震災チャリティ同人誌「pray for Japan」として赤十字社に寄付。
- 成人漫画家有志による「エロチャリ実行委員会」が制作した同人誌の売り上げから800万円を赤十字に寄付[60]。

## 各種団体の支援活動
以下に述べられる他、新聞社や放送局の社会福祉事業団・チャリティ基金が義援金を募集し、また日本赤十字社や共同募金会に送金している。

### 芸能および関連する団体
- AKB48、SKE48、NMB48、SDN48とAKS、株式会社秋元康事務所で構成されるAKBプロジェクトが5億円を寄付[61]（ファンから寄せられた義援金1億1700万余円と合わせて計6億円強。追加寄付も続けて行なわれ、9月にはファンからの義援金だけで6億円となった[62]）。更にCDやDVDの売り上げの一部を義援金とする「誰かのために」プロジェクトも稼動。対象品には高橋みなみが考案しチャリティTシャツに描かれたイラストと同一のマークが入っている。
- 音楽プロデューサーの小林武史とMr.Childrenの桜井和寿が代表の団体ap bankは復興支援のために「ap bank Fund for Japan」というプロジェクトを立ち上げ、義援金窓口を立ち上げた。ap bankとしては7月5日に「ap bank fes'10」のDVDをリリースした、そして2005年から毎年7月に静岡県掛川市のつま恋で行われている「ap bank fes」を東日本大震災の義援の為に「ap bank fes'11 Fund for Japan」と題し開催した。Mr.Childrenは4月4日に新曲「かぞえうた」をダウンロード限定でリリース、9月24日･9月25日に「Mr.Children STADIUM TOUR 2011 SENSE -in the field-」として宮城公演をap bank主催で行なう。これらの売上･収益はap bank Fund for Japanを通して全額寄付された。
- 大泉洋や安田顕らによるTEAM NACS・鈴井貴之などが所属するCREATIVE OFFICE CUEは、所属タレント・スタッフ・事務所一同で、日本赤十字社北海道支部に義援金1,000万円を寄付するとともに、義援金受付口座「CUE東日本大震災義援金」の開設、同社主催公演会場での義援金募金箱の設置を行った[63]。
- 和田アキ子・船越英一郎・深田恭子・綾瀬はるかなどが所属するホリプロは、日本赤十字社を通じ義援金5,750万円を寄付するとともに、義援金窓口「あの鐘を鳴らすのはあなた基金」を開設した。また、「精神的な支援策」として、YouTubeを視聴可能な状況を持つ人の子供向きに、所属タレントが朗読した「日本昔ばなし」の無料配信を実施した[64]。気仙沼でロケ中に被災した「サンドウィッチマン」の富澤たけしによれば、直後に和田から電話がかかって来て、「何をしたらいいか教えてくれ、テレビ見ていて辛い」と泣いていたという。またホリプロは和田アキ子の企画・総指揮により所属する歌手・タレントによるチャリティーライブを2011年7月18日 - 7月19日の2日間、東京都品川区の天王洲銀河劇場にて開催することも決めた[65]。
- ジャニーズ事務所ではSMAPが、震災直後から5人のメンバーがプライベートで別々に4億円以上を寄付した。また、3月21日に生放送された『SMAP×SMAP』の出演料も全額寄付している。また、このほかFNSの各番組終了後アイキャッチ「ひとつになろう日本」、ACジャパンの臨時CMやソフトバンクモバイルの震災復興支援サイト「みんなでがんばろう●日本」告知CMにも出演、注目が集まっている[66]。3月17日からは月に一度の割合で、チャリティ握手会などを行なうプロジェクト「Marching J」を開始。JはジャニーズのJ、Marchingは“寄り添い共に歩く”という意味で行進のマーチ、これに震災の起きた3月の英名を掛けたという。
- アミューズが、桑田佳祐を中心に「チーム・アミューズ!!」として所属タレント達全員が出演し持ち歌をメドレーで歌うチャリティソング「Let's try again」を12月末までの期間限定で発売。印税は全て義援金となる。なお桑田佳祐は震災からちょうど半年となる9月11日にグランディ21にて「宮城ライブ 〜明日へのマーチ!!〜」と題したライブを行なった。
- TUBEが東日本大震災復興応援プロジェクトとして「RESTART JAPAN」を結成。同じ事務所のアーティスト・タレントや、企画に賛同した総勢173名以上の著名人がレコーディングに参加した「RESTART」を発売、その収益を被災地の復興のために寄付すると発表した。
- 円谷プロダクションは「ウルトラマン基金」を設立、ホームページ上には歴代ウルトラシリーズ出演者のメッセージを掲載している[67]。
- USAフォー・アフリカは、ジャパン・プラットフォーム・オーガニゼーションへ1万ドルを寄付した[68]。

### スポーツ関連団体
サッカー
- 日本サッカー協会は、サッカー日本代表がニュージーランド地震で被災したニュージーランド代表とのチャリティーマッチで試合の売り上げ金は折半しNZ地震と今回の地震の被災地復興にそれぞれ回されるという企画をしたが[69]、福島第一原子力発電所事故を受けてニュージーランド代表が辞退したためJリーグ選抜チーム（Jリーグ TEAM AS ONE）とのチャリティーマッチを開催することとなった[70][71]。

- 日本プロサッカーリーグ（Jリーグ）は2012年からオールスターゲームを震災復興支援に特化して開催している。

- Jリーグに所属するプロサッカー選手により復興支援団体「東北人魂を持つJ選手の会」を設立している。

プロ野球
- 阪神タイガースは、日本赤十字社に1000万円寄付すると発表した[72]。
- 北海道日本ハムファイターズ選手会は、被災地への義援金として1000万円を寄付[73]。
- 千葉ロッテマリーンズが「今こそみんなで和の力」と大書されたタオルとTシャツ、また東北楽天ゴールデンイーグルスが「がんばろう東北」ワッペン（選手のユニフォームにも着けられる）など一部の球団がチャリティグッズを製作。純益は全て日本赤十字社を通じて被災地に送られる。
- 日本野球機構が「がんばろう日本」ステッカーを製作し販売（全選手のヘルメットに同じ物が貼られている）。

競馬
- 日本中央競馬会 (JRA) は、2011年3月19日から3月27日までの阪神・小倉両競馬場での開催を「東北関東大震災被災地支援競馬」として実施し、利用可能な競馬場・ウインズに募金箱を設置したほか、売上の一部を被災地支援に、3月19日 - 21日までの阪神・小倉両競馬場の入場料を無料にして、総入場料相当分を被災地支援に拠出した。また、日本馬主協会連合会・日本調教師会・日本騎手クラブの各団体からも義援金を拠出した[74]。

モータースポーツ

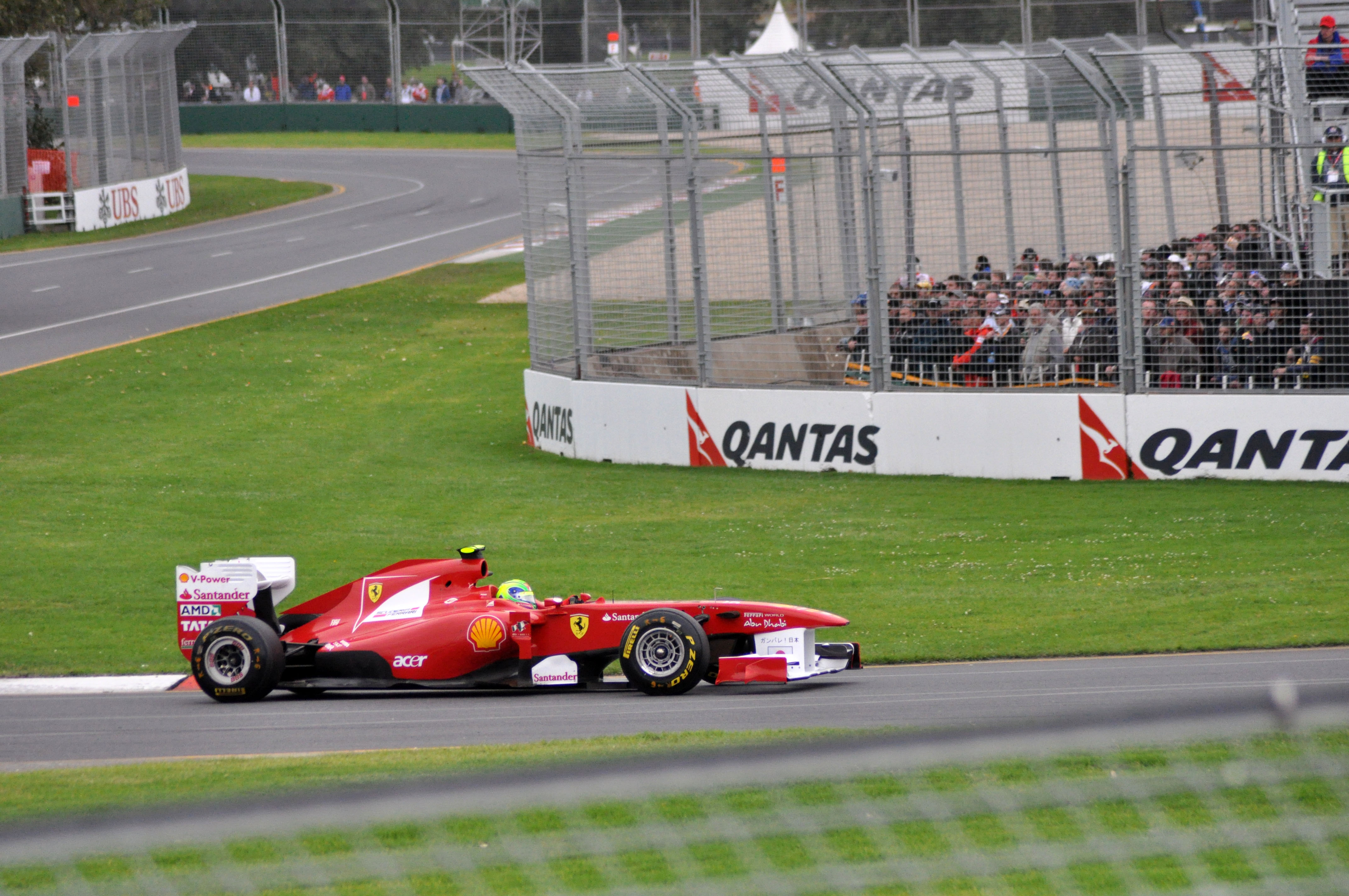
フェラーリ・150°イタリアを駆るフェリペ・マッサのマシンのフロントウィング支持部に書かれた日の丸とメッセージ

- F1世界選手権では、3月25日に開幕したオーストラリアGPにおいて、被災者を応援するために、出走する全てのチームのマシンやドライバーのヘルメットなどに被災者に向けたメッセージや日の丸が描かれた。また、これらのドライバーやチームの多くがビデオメッセージなどで被災者を応援するメッセージを送った。これらのメッセージは通常は広告枠として販売されている場所に記され、それらを広告費に換算すると数億円になると言われている。またヴァージン・レーシングのリザーブ・ドライバーの山本左近は、全チームとドライバーによる被災者に向けたメッセージの翻訳と取りまとめを行ったほか、FIAとFOAの協力の元レース前に全ドライバーと関係者が黙とうを行うなど[75]、関係者が一致団結して被災者を支援するメッセージを送った。
- スクーデリア・フェラーリは、フロントウイング支持板部分に、フェラーリの日本人社員により急きょ作られた日本国旗と「ガンバレ!日本」というメッセージを記して予選、決勝を通して走行させた[76]他、アロンソとマッサの両ドライバーがウェブサイトを通じて被災者を激励するメッセージを送った。なおこれは、史上初めてフェラーリのF1マシンに書かれた日本国旗となった。また両ドライバーのサイン入りのグローブやポロシャツなどと、2月に発表されたばかりのフェラーリ・フォーの日本1号車を駐日イタリア大使館で行われたチャリティーオークションにかけ、合計5,500万円を石巻市に寄付している。

プロレス
- アメリカのプロレス団体WWE（代表・ビンス・マクマホン）は、コネチカット州本社[77]と日本法人WWE Japan[78]のサイトにおいて、ユニバースと呼ばれるファンに対して日米の赤十字社への募金を呼びかけた。米国向けサイトではジョン・シナが、日本向けサイトではヨシ・タツ（山本尚史）がビデオレターにて登場した。また法人としても赤十字社に対して寄付を行うと表明し、その一環として「WWE SHOP JAPAN」から発売されたザ・ロックの公式Tシャツ「Team Bring It」（日本限定版）[注釈 2]の売り上げの全てを日本赤十字社に寄付すると発表した。
- 大日本プロレス（代表・グレート小鹿）・KAIENTAI-DOJO（代表・TAKAみちのく）・DDT（代表・高木三四郎）・FREEDOMS（代表・佐々木貴）は、4団体合同で救援物資の募集を実施[79]。また大日本プロレスでは3月21日後楽園ホール大会以降の全ての大会にて募金活動を実施している他、各団体個別で募金活動を実施。
- 全日本プロレスを中心に活動しているヒールレスラーチームVOODOO-MURDERSは、阪神・淡路大震災を経験している総帥のTARUを中心に、三菱東京UFJ銀行に義援金専用口座を開設するなど、独自の救済プロジェクトを発足した[80]。
- 女子プロレス界では、OZアカデミー代表・尾崎魔弓とLLPW社長・神取忍（元参議院議員）が代表を務める「プラムズハート」が中心となり、OZ・LLPWの他、JWP（代表・篠崎清）・WAVE（代表・二上美紀子）・ディアナ（代表・井上京子）・センダイガールズ（代表・里村明衣子）・フリー選手による募金活動を新宿FACE前の広場にて3月20日と26日に実施した[81]。その他、アイスリボン（代表・佐藤肇）[82]やスターダム（代表・小川宏）でも興行収入の一部を義援金に充当する考えを表明している他、スターダム所属選手の高橋奈苗も、前述の大日本プロレスと同様の救援物資募集を独自に実施[83]。
- 新日本プロレス（社長・菅林直樹）は、各大会の会場で東日本大震災とニュージーランド地震の被災者支援の募金活動を行っている他、11日の浜松大会で20万円、19日の名古屋大会で21万円、20日の尼崎大会で40万円を超える募金が集まった他、新日本として約33万円、CHAOSから10万円、永田裕志個人から50万円が贈られた。また、尼崎では匿名のファンから「プロレスの力を信じています」というメッセージと共に現金100万円が渡され、外国のファンからもドルやウォンなどの寄付が寄せられた結果、275万8506円が集まったという。また300枚のタオルをはじめ、ジャージ、Tシャツなどの物資も被災地に送る予定である。大日本と同様の物資提供を予定している[84][85]。

ラグビー
- ラグビーニュージーランド代表（オール・ブラックス）は、アディダス（アディダスジャパン）の制作した臨時CMに主力メンバー3名が出演、英語で被災者らに励ましのエールを送った。

格闘技
- K-1・DREAMなど国内格闘技14団体で「FIGHT FOR JAPAN」を発足し、チャリティグッズを販売するなどして募金を募った[86]。

大相撲
- 技量審査場所終了後の6月4日から、東日本大震災巡回慰問として、被災した各地を巡り、炊き出しや土俵入り等を行う[87]。

### 政治団体
この項では、義捐金や緊急物資の輸送、炊き出しなどの物理的な支援活動について記述する。震災に対しての政策や政局の動きなどについては東北地方太平洋沖地震を参照のこと。
概要
- 各政治団体も震災発生直後から物心両面の様々な支援活動を表明し実行している。特に被災地に拠点や党員を抱える政党は被災地に根付いた支援活動を継続して行い続けている。

政党
- 民主党は、義捐金を日本赤十字社に寄託した[88]。3月24日にはボランティア室を立ち上げ、被災地への物資輸送や津波によって被害を受けた宮城県石巻市の汚泥除去などの活動を行っている[89]。
- 自由民主党は、「東日本巨大地震救難美金」を受け付けている。第一陣として4月14日に集まった救援募金計1億7121万4533円を日本赤十字社に寄付した。なお募金は引き続き受け付けている[90]。また発表では同日14日までに、約1000の企業・団体、個人から提供を受けた救難物資（飲料水約22万リットル、マスク約200万枚、携帯カイロ約50万個など、トラック積載量ベースで計500トン）を岩手、宮城、福島の各県の被災地へ搬送した。そのほか3月20日には福島原発30キロ圏内および福島県いわき市で医療支援を行った[91]。
- 公明党は、義捐金を募り、第1次分として1億円、第2次分として4億円をすでに日本赤十字社に寄託している[92][93]。
- みんなの党は党として募金を受け付ける口座を開設したほか街頭で募金活動を行うなどして活動している[94]。また被災地への物資の輸送を行っている。3月14日には渡辺喜美代表らが宮城県仙台市宮城野区蒲生をはじめとする被災地を訪れ支援物資の搬送を行った[95]。
- 日本共産党は救難募金を募り、集まった救難募金計3億1000万円を岩手、宮城、福島の3県のほか、37市31町7村の合計78の自治体に直接寄付した。募金は現在でも引き続き募っている[96]。物資面の寄付としては全国の党組織から被災した地域の委員会へ援助物資が送られている[97]。また被災地域の委員会も関連団体と協力して各地で炊き出しや被災者に食糧や水、衣類など生活物資を配布している[98][99]。活動するボランティアの受付を全国で行っている。情報はブログ内で順次紹介されている[100]。論壇誌『前衛』でも全地方議員・党員に支援を呼びかけた。
  - 日本民主青年同盟や新日本婦人の会などの関連団体も募金活動[101]や救援物資配布[102]などの支援活動を行っている。
- 社会民主党は、党として義捐金を受け付ける口座を開設したほか街頭で募金活動を行うなどして活動している[103]。また被災地に送る支援物資を4月20日まで受け付け、寄せられた物資は、3月17日に仙台市若林区の避難所に搬送したことを第一弾として、28日には気仙沼市に搬送する[104]。など物資面の支援も行っている。
- 国民新党は、被災地支援のために義援金を受け付ける口座を開設した[105]。3月20日と21日には下地幹郎幹事長が宮城県の仙台市、気仙沼市と福島県の南相馬市を訪れ、支援物資を届けた[注釈 3]。この視察兼物資輸送には、新党日本の田中康夫代表も同行している[106]。
- たちあがれ日本は、被災地支援のために義援金を受け付ける口座を開設した[107]。
- 新党日本は、被災地支援のために震災復興支援金を受け付ける口座を開設した[108]。3月20日と21日には、田中康夫代表が国民新党の下地幹郎幹事長らと共に被災した宮城県の仙台市、気仙沼市と福島県の南相馬市を視察した[106]。またその際、下地幹事長らが集めた支援物資と新党日本が東京と兵庫県尼崎市[注釈 4] で独自に集めた支援物資を避難所に搬送した[109]。

国会に議席を持つ政治団体
- 沖縄社会大衆党は、3月14日に沖縄県那覇市で党員および有志のメンバーで街頭募金をおこなった。集まった総額103,786円を琉球新報を通じて沖縄赤十字会に渡した[110][111]。4月9日にも那覇市内で募金活動を行った[112]。集まった義捐金は4月12日に被災地を訪問した糸数慶子委員長が、被災地で活動する宮城全労協に直接手渡した[113]。
- 新党大地は、廃品回収業者のエコフィスジャパンを通じて、北海道内で集めた計1400枚の毛布を被災地に送った[114]。また被災地支援のために党として募金活動を行っている[115]。

地方議会に議席を持つ政治団体
- 新社会党は災害支援カンパを呼び掛けている[116]。
- 日本創新党の関係団体である「日本を創新する会」は、義捐金の受け付けや、宮城、福島、茨城の三県に救難ボランティアを派遣して物資の輸送や炊き出しなどの支援活動を行っている[117]。
- 草莽全国地方議員の会は、義捐金を受け付ける口座を開設した[118]。

そのほかの政治団体
- 幸福実現党は、3月11日に「地震対策本部」を設置し、義援金の募金（東北地方・太平洋沖地震、津波災害義援金）を募ることを表明した[119]。3月25日には第一陣として、集まった義捐金の中から3000万円を岩手、宮城、福島の各県にそれぞれ1000万円ずつ寄付している[120]。その他、地震発生時の3月11日には、帰宅困難者のために銀座に位置する党本部を開放している[121]。
- 頑張れ日本!全国行動委員会は、3回に分けて計620万円相当の水や食料などの物資を被災地へ届けた（3月31日現在）[122]。
- 新右翼団体の一水会は、被災地支援行動として、一水会を中心とした支援組織「絆ネットワーク」を設立した。宮城県を中心に活動する方針で[123] 25日～27日かけ被災支援調査を宮城県仙台市と石巻市で行った[124]。4月2日には石巻市へトラックに積載した支援物資を搬送するなど、直接的な支援活動も行っている[125]。
- 行動する保守に分類される諸団体も支援活動を行っている。在日特権を許さない市民の会は4月12日に自前で用意したトラックに支援物資を載せて、南相馬市へ届けた[126]。 また「日本女性の会 そよ風」も募金活動を札幌市内で行っている[127]

### 宗教団体
概要
- 被災者の救援、被災地の復興のため各宗教団体が、物心様々な支援を表明し実行している。
- 神奈川県の鎌倉の鶴岡八幡宮[128]や名古屋の東別院[129]では、被災者、被災地に向け宗教や宗派を超えた祈りの場がもたれ多くの宗教者が参加した。
- 被災地では、宗教者たちが宗教や宗派の垣根を越えた支援活動を行っている。宮城県内の仏教、キリスト教など様々な宗教法人の団体である「宮城県宗教法人連絡協議会」は、4月4日に仙台市青葉区の葛岡斎場の一角に「心の相談室」を開設した[130]。

神道
- 神社本庁（神社庁）
  - 宮城県神社庁は「災害支援物資搬送ネットワーク」を立ち上げ、支援物資の受け付け窓口も設置した[131]。
  - 福島県神社庁は災害対策本部を設置し、神社本庁や関連団体と連携し、情報の収集や緊急物資の搬送を行っている[132]。
  - 東京都神社庁
    - 下谷神社の阿部明徳宮司は、神社の全国ネットワークを生かして、被災した地域の神社を拠点に支援物資を届けている[133]。

仏教
- 日本の仏教界も震災の被災者や被災地の支援に乗り出している。日本の仏教界も震災の被災者や被災地の支援に乗り出している。詳しくは、全日本仏教会の震災支援のページ[134][注釈 5] および下記の一覧を参照のこと。
- 全日本仏教会は、4月23日に被災県の仏教会に各被災地で読経をボランティアでする組織を立ち上げるよう依頼した[135]。また全日本仏教会は、3月16日に大震災被災者支援のため「救援基金」の大半である1000万円を日本赤十字社に寄託した[136]。
- 被災地域では地元の僧侶らが宗派を超え無償で犠牲者の供養を行っている[137]。
- 浄土宗と庭婦人会は、日本赤十字社を通し被災地へ計6000万円の義援金を送ることを決定した。知恩院も1億円の見舞金を送ることを決めている。真宗教団連合は見舞金1000万円を被災者のために送ることを決定。義捐金も募っている。臨済宗妙心寺派は、第1次義援金として日本赤十字社を通して被災地に3000万円を送ることを決めた。募金活動も継続して行う[138]。
- 日蓮宗は、日本赤十字社を通じて被災地へ1,000万円の支援（3月17日付）をした。また追加支援も検討中である[139]。
- 曹洞宗は、曹洞宗義援金から1000万円を日本赤十字社に寄託した。また救難物資を被災した地域に届けるボランティア活動や被災地域にある宗務所の支援を行っている[140]。
- 東大寺、興福寺、薬師寺、唐招提寺、西大寺、法隆寺ら複数の寺院でつくる南都隣山会は3月29日、日本赤十字社奈良県支部に義援金500万円を届けた[141]。更に東大寺は銀行より1億円を借り入れ、全額を義援金に充てると発表した[142]。
- 四国別格二十霊場会は東日本大震災の被災地への救援金として毎日新聞大阪社会事業団に100万円を寄託した。募金箱を設置した寺院もある[143]。

キリスト教
- 被災地域の教会も各種支援に乗り出している。仙台圏を中心にした地域では、カトリックとプロテスタント諸教会が「仙台キリスト教連合被災支援ネットワーク」を発足させ、物資や宿泊施設の紹介、ボランティアの仲介などを行っている[144]。岩手県でも被災教会と地域を支援するために現地の教会が連合して「3.11いわて教会ネットワーク」を発足させて支援活動を行っている[145]。
- カトリック教会も様々な形で被災地、被災者の救援活動をしている。
  - カトリック系のボランティア団体、カリタスジャパンは義捐金を受け付けたり、被災地の教会を拠点として物資の提供、避難者受け入れ、瓦礫の片づけ、心のケアなどの活動を行っている[146]。
  - カトリック東京大司教区のカトリック東京国際センターは外国人被災者の支援を行っている[147]。
- 日本ハリストス正教会は義捐金を募っている。3月15日時点では救難物資の受け付けはしていない[148]。
- 救世軍は、3月11日に首都圏の帰宅困難者のために施設を開放した[149]。12日には、被災地に緊急救援隊を派遣。18日には気仙沼市に医薬品を届けた[150]。その後も継続して救援活動を続けている[151]。
- 日本同盟基督教団は複数回に分けて被災地にボランティア隊を送り物資の輸送や清掃活動を行っている。また5月17日の時点で41,102,257円の義捐金を集めている。[152]

イスラム教
- イスラーム系の団体も様々な形で被災地、被災者の救援活動をしている。
  - 福岡マスジドは、福岡市中央区天神の街頭で3月27日に募金活動を行った。義捐金も募っている[153]。

新宗教
- 崇教真光は義援金・救援金を募ったほか、真光隊をはじめとする組み手有志がボランティアとして活動にあたった。
- 新日本宗教団体連合会は、震災被災者への緊急救援と復興救援にあてるため、1000万円を拠出した[154]。また、被災地の加盟団体（大和教団、パーフェクトリバティー教団）の施設を拠点として緊急物資を輸送している[155]。
  - 立正佼成会は、5億円の緊急支援を決定した。また援助隊を派遣。被災地にある石巻教会と釜石教会が県から避難所の指定を受け、被災者を受け入れている[156]。
  - 妙道会は、被災地・被災者支援のため義捐金を送ると表明した[157]。
- 天理教は、災害救援ひのきしん隊を被災地に派遣。3月18日には断水が続く仙台市内で給水活動を行った。また被災した岩手、宮城、福島の各県にそれぞれ1000万円の義捐金を送った。その後、義援金約9億2100万円。また被災者を天理市にある関係施設に受け入れる用意があることを申し出ている[158]。
- 黒住教は、アジア医師連絡協議会を通じて支援活動をすることを表明し岡山市内で募金活動を行っている[159]。
- 創価学会は、被災地に計5億4千万円の義援金を送った[160]。また被災地にある施設を避難所として開放し、3月14日現在、東北地方の21会館に約3500人(全国規模では、計42会館に約5000人）の被災者を受け入れている[161]。
- 真如苑は、被災地へ救援ボランティアグループSeRVを派遣し物資の輸送などを行っている。また義捐金1億円の支援を決定した[162]。
- 生長の家は、被災者支援のため、「東日本大震災救援金」として3,000万円を日本赤十字社に送付を決定。募金活動も5月31日まで行う[163]。また4月7日には被災者救援のために米などの食品やガソリン、自転車、ブルーシートなどの支援物資を積んだトラック3台を岩手、宮城、福島、茨城の各教化部に派遣している[164]。
- 霊友会は、被災者支援のため、被災地に支援物資を複数回送っている[165]。
- 辯天宗は、茨木市を通じて義援金1000万円と日用品を被災地に送っている[166]。
- 念法眞教は、イベントで集まった震災への義捐金100万円を鶴見区へ寄託した[166] 。
- 幸福の科学は、ガソリンや衣類などの生活物資を被災地で配布している[167]。
- 統一教会は、義援金総額1億5300万円を日本赤十字社とNHKに寄付した。また、被災地へ米や飲料などの物資提供をすると共に、3月24日以降継続して宮城県石巻市に災害支援ボランティアを派遣している[168]。

### 労働組合
- 全国労働組合総連合は、被災した宮城県と福島県にボランティアを派遣したほか、数回に分けて支援物資の搬送や4月28日には「大震災・緊急労働相談110番」を実施するなどの支援活動を行っている[169]。

### 暴力団
- 指定暴力団である山口組、住吉会、稲川会は、帰宅困難者に対して事務所を開放し、被災地に対して直接支援物資の寄付を行った[170]。

### その他団体
- 三陸に仕事を！プロジェクト実行委員会（岩手めんこいテレビ、仙台放送、博報堂（盛岡・仙台・TBU）の3社によって主宰）が行なっているプロジェクト。未使用の漁網を使って三陸の女性たちが中心となってミサンガ「浜のミサンガ 環」を製作、販売する。販売価格1,100円のうち、52.4％がつくり手への賃金、8％が生産管理社への賃金として渡っている[171]。
- 一般社団法人チームともだちが中心となって、「働くよろこびとこころの交流を」をテーマに被災地での仕事づくりを支援するために生まれたプロジェクト（グランマプロジェクト）活動を実行。オーガニックコットンの残布などを使って、津波の被害を受けた宮城県石巻市北上町十三浜大指の漁村の女性たちを中心に、岩手県久慈市で建物が全壊した縫製工場や、岩手県陸前高田市の下着製造メーカーなどが2011年のクリスマス用のオーナメントを製作、販売する[172]。

- 岩手県復興支援産業祭り 「大船to大船渡」の実行委員により、神奈川県鎌倉市大船にて「大船」という同じ地名を持つ縁から、大船渡市への復興支援を目的に復興支援イベントを開催。2011年（平成23年）7月16日に神奈川県鎌倉市大船にて岩手県復興支援イベント「大船to大船渡」がスタート。以後毎年行われている[173]。

## 過去に被災・被害を受けた地域からの支援活動
- 阪神・淡路大震災
  - 兵庫県からは多数の自治体職員や医療関係者、ボランティアが被災地に派遣されて活動しており、避難所運営や復興の為の街造りに関して阪神・淡路大震災で得たノウハウを伝達している[174]。被災者を支援するため兵庫県内の企業で作る活動ネットワーク「Yell from KOBE（エールフロム神戸）」は4月16日トラック一杯分の支援物資を被災地へ送った[175]。神戸大学はボランティアに参加する学生に対し、特別に公欠や授業料免除などを認めるとしている。
- 新潟県中越地震
  - 新潟県湯沢町では、震災に遭った乳幼児とその母親たちを救済する赤ちゃん一時避難プロジェクトに対し、中越地震時の支援の恩返しとして、日本全国に先駆けて被災者の受け入れを宣言し、同プロジェクトに大きな貢献を果たした[176]。
- 新潟県中越沖地震
  - 長野県下水内郡栄村では、新潟県柏崎市の柏崎工業高校防災エンジニアコースの1.2年生が新潟県中越沖地震の恩返しとして3月27日、ごみの仕分けや搬出、家屋の片付けを手伝った[177]。
- 2010年宮崎県における口蹄疫の流行
  - 口蹄疫の被害を受け、全国からの支援を受けた宮崎県川南町の酪農家は3月14日被災者へ牛乳を送る支援を始めた[178]。27日には川南町の商工会が被災者支援チャリティーオークション「トロントロン軽トラ市」を開催している[179]。
- 奄美豪雨
  - 集中豪雨の被害を受けた鹿児島県奄美市名瀬の4つの中学校の生徒会が3月21日、名瀬の商店街で募金活動を行った[180]。

## その他
- 全国の刑務所や拘置所など63の刑事施設に収容されている受刑者ら約2800人が、被災地に計2156万円の義捐金を送金したことが4月26日の法務省の発表で明らかになった。義捐金は受刑者が入獄する際に預けた領置金や、受刑者が刑務作業をして得た作業報奨金の中から自主的に受刑者が送金を申し込んだものである。義捐金が多かった上位3施設は千葉刑務所（359人から231万708円）、横浜刑務所（324人から226万728円）、京都刑務所（299人から219万2400円）である[181]。
- 大麻取締法違反で実刑判決を受けた男性が、保釈中に被災地でボランティア活動を行なったことへの情状酌量を受け、控訴審で執行猶予付きに減刑された[182]。
- 8月11日、岩手県・宮城県・福島県で、復興支援花火大会「LIGHT UP NIPPON」を開催した[183]。